# Adrien Bouthier
Pour les articles homonymes, voir Bouthier.
Adrien Bouthier, né le 15 octobre 1922 à Terrasson (Dordogne) et décédé dans sa 98e année, le 24 décembre 2019 à Brive-la-Gaillarde (Corrèze), est un résistant français, Juste parmi les nations.

## Biographie
En novembre 1942, il quitte à 20 ans l'école technique de l'armée de l'air. Il est convoqué en 1943 pour le Service du travail obligatoire et refuse de s'y rendre, passant dans la clandestinité et rejoignant la Résistance.
En mars 1944, il sauve des Allemands un jeune couple de réfugiés belges juifs, les Leitner.
Il est reconnu Juste parmi les nations en 1995,,, et est aussi officier de la Légion d'honneur, médaillé de la résistance, officier des Palmes académiques, du mérite agricole, de la Légion d'honneur italienne, de la médaille de vermeil de la ville de Paris et de la plupart des décorations françaises. Son épouse Raymonde est titulaire de la Légion d'honneur au titre de la Résistance. Il a un fils journaliste rédacteur en chef de Bassin Magazine, et trois filles. [réf. nécessaire].

## Distinctions
- Officier de la Légion d'honneur
- Officier de l'ordre des Palmes académiques
- Médaille de la Résistance française
- Officier de l'ordre du Mérite agricole